# Podarcis bocagei
Podarcis bocagei är en ödleart som beskrevs av  Seoane 1885. Podarcis bocagei ingår i släktet Podarcis och familjen lacertider. IUCN kategoriserar arten globalt som livskraftig.

## Underarter
Arten delas in i följande underarter:
- P. b. berlengensis
- P. b. bocagei